# 801
801 (DCCCI, na numeração romana) foi um ano comum, o primeiro do século IX, do Calendário Juliano, da Era de Cristo, teve início a uma Sexta-feira e terminou também a uma Sexta-feira, e a sua letra dominical foi C.
| Ano completo                       |
| ---------------------------------- |
| Ano comum com início à sexta-feira |

## Eventos
Carlos Magno, coroado no ano anterior, toma Barcelona.